# María Ángeles de San José
Marciana Valtierra Tordesillas (Getafe, 6 de marzo de 1906-Guadalajara, 24 de julio de 1936), más conocida por su nombre religioso María Ángeles de San José, fue una monja carmelita descalza mártir durante la persecución religiosa en tiempos de la Guerra Civil de España. Es venerada como beata por la Iglesia católica.
Nace en Getafe (Madrid), a vista del Cerro de los Ángeles y de su Monumento al Sagrado Corazón de Jesús el 5 de marzo de 1905.
Bautizada el día 12 del mismo mes y año en la parroquia de Santa María Magdalena de Getafe, (catedral). Se le puso el nombre de Marciana, era la décima de la familia. Fueron sus padres Manuel Valtierra y Lorenza Tordesillas. De carácter manso y tranquilo. Era la alegría de su casa. Su familia estaba rodeada de religiosas; tres hermanas de su padre fueron monjas de clausura, de vida muy edificante, así como dos primas y una sobrina carmelita descalza en Alcalá de Henares. Su hermana Marcelina también entró en las Concepcionistas franciscanas de Alcalá de Henares.
Con 3 años ingresó en el colegio que en Getafe tienen las religiosas de la Sagrada Familia, en esta fecha ya había perdido a su madre. Comenzó pronto a destacar por sus virtudes; era dócil, humilde, aplicada, piadosa, encanto de maestros y compañeras de colegio. Y comenzó a manifestar esas virtudes que distinguirían toda su vida. Desde su juventud la caridad era su virtud más sobresaliente; se desvivía por los pobres, a los que ayudaba en sus necesidades. Jamás se buscaba en nada y era toda alegre y amable para los demás, hasta el punto que una de sus amigas decía: Si vivimos mucho, veremos a Marciana en los altares. Su espíritu misionero le llevaba hasta jugar a la lotería con intención de darlo a los misioneros y siempre le tocaba algún pequeño premio.
El 3 de junio de 1910 recibió el Sacramento de la Confirmación.
El 1 de mayo de 1913 hizo su primera comunión, para la que se preparó con muchos sacrificios, deseando desde ese hermoso día consagrarse por entero al Señor en la vida religiosa. Ese día deseó vestir a una niña pobre. Nadie supo la profundidad de aquel encuentro tan deseado, que se reflejaba en sus ojos. No hay que creer que era una niña osca y retraída, hacía muy bien los papeles que le confiaban en el colegio en los teatrillos; hizo llorar al público representando el de huerfanita, cuando aún era muy pequeña. La caridad era su virtud favorita. Con muy pocos años ayudaba a su madre a repartir limosna a los pobres, que quería hacerlo por su mano, si veía alguno por la calle le preguntaba si había comido y se lo llevaba a su casa. Ya de mayor cosía ropa para los niños pobres, se alistaba en las Conferencias de San Vicente de Paúl para ir a visitarlos, y socorrerlos también palabras evangélicas. Pertenecía a las Hijas de María y al Apostolado de la Oración y daba catequesis a los niños. Con celo apostólico se desvivía por la propagación de la fe, juntaba limosnas y sellos para las misiones.

Sus grandes devociones fueron siempre el Sagrado Corazón de Jesús y la Santísima Virgen. Tuvo la dicha de asistir el 30 de mayo a la consagración de España. Hecha por el rey Alfonso XIII en el Cerro de los Ángeles.
A los 12 años escribía a su hermana religiosa: “Cuando perdí a mamá, como era tan pequeña, no me di cuenta de lo que perdía. ¡Cuánta falta me hace! pero he tomado por mi Madre a la Santísima Virgen."
El cuidado de su padre y de dos tías, una de ellas paralítica, retrasaron el cumplimiento de su vocación. Era un sacrificio, pero lo sufría con paz viendo la voluntad de Dios. Es natural que viviendo tan cerca del Cerro de los Ángeles, donde florecía el convento de Carmelitas Descalzas, subiera a pedir puesto en sus filas. La recibió la Madre Maravillas, pero tuvo que desengañarla. No había plaza en el número limitado por la regla. Tendría que esperar, mucho tiempo. Pero la aspirante tenía prisa, ¡bastante lo había demorado, por caridad con sus familiares!
El 14 de julio de 1929, cumplidos los 24 años con la sonrisa en los labios, disimulando su dolor ante la pena de sus queridos, dejaba casa, padre y hermanos y recibiría el ciento por uno, entrando en el Carmelo de San José de Guadalajara. Era feliz, ya sola con Dios solo en el puerto deseado.
En 1930 toma el hábito con el nombre de Mª Ángeles de San José. Elige este nombre por amor a la Virgen de los Ángeles; hoy patrona de la Diócesis de Getafe, bajo esta advocación.
El 21 de enero de 1931 hizo su profesión simple y tres años más tarde la solemne. Destacó entre otras muchas virtudes por su humildad y caridad, huía de sobresalir en algo.
El 26 de marzo de 1934 pasó por la pena de perder a su padre, fue muy doloroso para su corazón, pero disimulaba, era una de las cualidades de su carácter. El anhelo del martirio crecía en cada corazón de estas benditas 18 carmelitas que componían el Carmelo de San José. En Alcalá, Guadalajara y Madrid no solo los oficiales del Ejército sino también los sacerdotes eran insultados públicamente y martirizados.
El 22 de julio de 1936, Guadalajara fue tomada. Había que abandonar el convento. Las monjas vestidas de seglares se disponían a salir cuando llegó el capellán D. Eulogio Cascarejo (que poco después alcanzaría también la palma del martirio), a darles la comunión y les dijo: Comulguen por viático. En estos momentos acude la portera y les dice que no se demoren en salir pues vienen a quemar el convento. Salen de dos en dos y se reparten en casas conocidas, allí oran sin cesar.
El 24, siendo muchas en el mismo lugar y comprometiendo a la dueña, salen para la casa de otra amiga suya: la Hna.Teresa, Hna. Pilar y la Hna. Mª Ángeles. Salen sobre las 4 de la tarde y al pasar junto a un camión donde unos milicianos estaban merendando, una miliciana al verlas, exclamó: Disparadles, son monjas. Se bajan del camión y van en su busca. Ya habían entrado en el portal, pero las obligan a salir a la calle. La primera en salir es la Hna. Mª Ángeles de San José, le dispararon varios tiros, cae mortalmente herida y en el silencio entrega su vida a Dios. ¡El amor a Jesús es más fuerte que la muerte! La noche anterior le había dicho a la Priora: ¡Madre, qué dicha si fuéramos mártires!
Uno de sus confesores manifestó: ″La hermana Mª Ángeles habría alcanzado la santidad, aunque no hubiera padecido el martirio.

Del himno que se canta en honor de las tres mártires que no jugaron a ser monjas, ni a ser santas sino que vivieron siéndolo en serio y por ello dieron su sangre:
volaron hacia el Señor
tan alto alzaron el vuelo
que dieron caza al AMOR
El 15 de marzo de 1941, el P. Silverio de Santa Teresa, previos los trámites requeridos, se recuperan los restos y trasladarlos a su querido convento, yacían en una fosa común; fueron pronto reconocidas, llevaban aún en su pecho sus crucifijos y restos del cilicio y de la disciplina, joyas que la Hna. Mª Ángeles llevaba consigo al dejar el claustro. Estuvieron dos días depositados en la capilla del cementerio cada una en su humilde caja de madera. El 17 de marzo fue el traslado triunfal de allí al convento. Al día siguiente fueron colocadas en los nichos de la pared frontal de la cripta del Monasterio.
El 21 un piadosísimo funeral cerró los cultos. Lo ofició, con gran emoción, D.Julián García, hermano de la Hna.Teresa del Niño Jesús.
El 29 de marzo de 1987, fue beatificada por el Papa Juan Pablo II, junto con las hermanas Teresa del Niño Jesús y Mª del Pilar de San Francisco de Borja.

## Biografía
Marciana Valtierra Tordesillas nació en Getafe, provincia de Madrid (España el 6 de marzo de 1906. Sus padres fueron Manuel Valtierra y Lorenza Tordesillas. Era la última de diez hermanos. Uno de sus hermanos, Celestino, también es considerado mártir por la Iglesia católica. Luego de haber leído la obra de Teresa de Lisieux, Historia de un Alma, Marciana se sintió llamada a entrar en el Carmelo, donde recibió el hábito el 19 de enero de 1930, cambiando su nombre por María Ángeles de San José. Profesó sus votos simples en 1931 y los solemnes en 1934.
Cuando estalló la guerra civil, las monjas buscaron refugio en casas de familias amigas del monasterio. María Ángeles y sus dos compañeras, María Pilar de San Francisco de Borja y Teresa del Niño Jesús, fueron acribilladas a tiros por la calle, en Guadalajara por milicianos del bando republicano, el 24 de julio de 1936.Por esto se les conoce como las beatas mártires de Guadalajara.

## Culto
Desde el mismo de día de su martirio, las religiosas y familias hicieron lo posible por conservar informaciones sobre el martirio de María Ángeles y sus compañeras. Las veneraron como mártires de la fe, justo el mismo día en que el Carmelo celebra la memoria de las mártires de Compiègne.
María Ángeles fue beatificada el 1 de marzo de 1987 por el papa Juan Pablo II, junto con sus dos compañeras Teresa y María Pilar, siendo las primeras beatas de los numerosos mártires que murieron por su fe en la Guerra Civil de España del siglo XX.
Las reliquias de María Ángeles y sus compañeras se veneran en la iglesia del convento de San José de las carmelitas descalzas de Guadalajara, en un altar frente al coro bajo del monasterio. Su fiesta se celebra el 6 de noviembre y su memoria es recordada en el martirologio romano el 24 de julio, día de su martirio.